# Développement (mathématiques)
Pour les articles homonymes, voir développement.

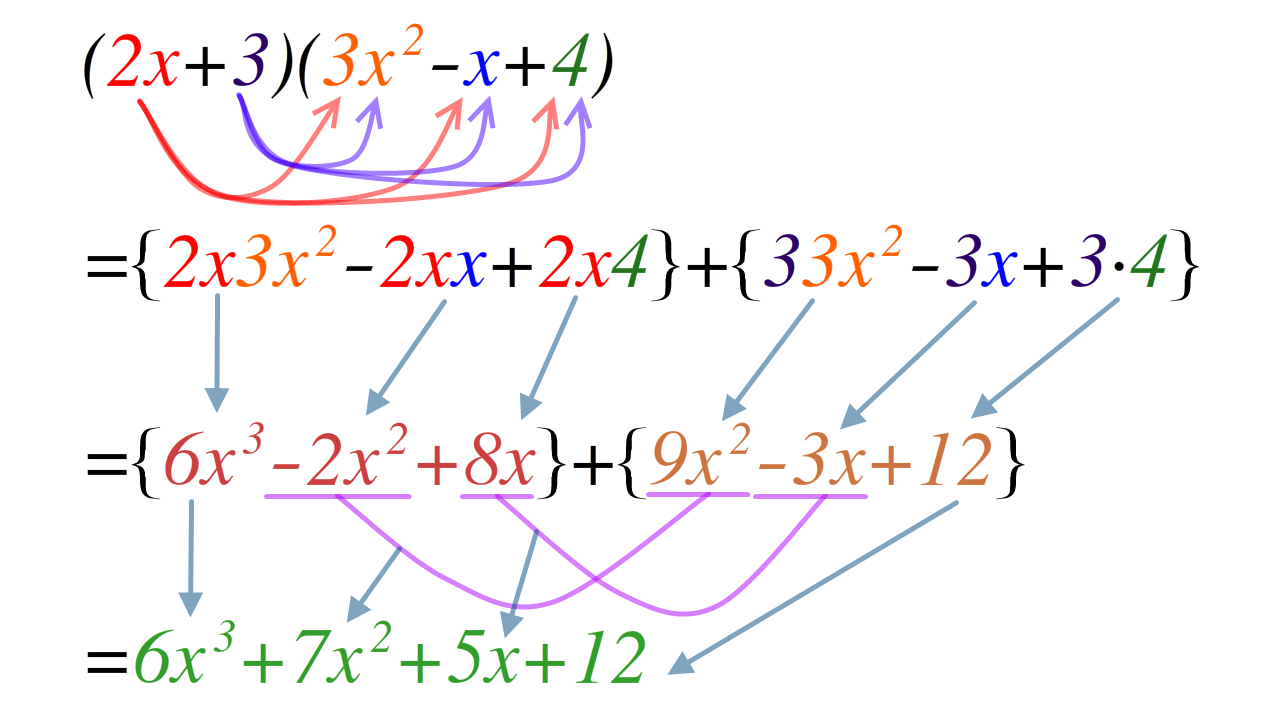
Développement d'un produit de fonctions polynomiales.

En mathématiques, le développement d'une expression est un procédé inverse de la factorisation, de portée toutefois plus limitée que celle-ci : alors qu'on parle de factorisation aussi bien pour les nombres entiers que pour les polynômes, par exemple, on ne parle pas de développement des nombres entiers ; cette notion nécessite en effet de travailler dans une algèbre. À l'issue d'un développement, on obtient une forme dite forme développée.
Le développement d'une expression se fait comme la factorisation à l'aide des règles de distributivité, utilisées dans l'autre sens :
Règle de base — Si a, b et c sont trois éléments d'un anneau, alors
{\displaystyle a(b+c)=ab+ac} et {\displaystyle (a+b)c=ac+bc}.
Produit de sommes — Si a, b, c et d sont quatre éléments d'un anneau, alors
{\displaystyle (a+b)(c+d)=ac+ad+bc+bd.}
Cette deuxième règle permet par exemple de trouver la forme développée du polynôme (2x +1)(3x +5) :
Le développement est toutefois algorithmiquement plus simple que la factorisation, aussi bien à un niveau scolaire que lorsqu'il s'agit de problèmes plus avancés comme le traitement de polynômes à plusieurs indéterminées.